# Raghunathpur (PS-Magra)
Raghunathpur (PS-Magra) là một thị trấn thống kê (census town) của quận Hugli thuộc bang Tây Bengal, Ấn Độ.

## Nhân khẩu
Theo điều tra dân số năm 2001 của Ấn Độ, Raghunathpur (PS-Magra) có dân số 14.109 người. Phái nam chiếm 54% tổng số dân và phái nữ chiếm 46%. Raghunathpur (PS-Magra) có tỷ lệ 75% biết đọc biết viết, cao hơn tỷ lệ trung bình toàn quốc là 59,5%: tỷ lệ cho phái nam là 81%, và tỷ lệ cho phái nữ là 67%. Tại Raghunathpur (PS-Magra), 11% dân số nhỏ hơn 6 tuổi.